# عقاب آهنی ۳
عقاب آهنی ۳ (به انگلیسی: Aces: Iron Eagle III) یک فیلم سینمایی آمریکایی اکشن و نظامی به کارگردانی جان گلن، تهیه کنندگی رون ساموئلز و نویسندگی کوین آلین ایلدر است. این سومین قسمت از مجموعه فیلم‌های عقاب آهنی است و اولین و تنها ورودی این مجموعه است که توسط سیدنی جی. فیوری کارگردانی نمی‌شود. لوئیس گوست، جونیور، ریچل مک‌لیش (اولین بازیگری)، پل فریمن، سونی چیبا، هورست بوخهولتس، کریستوفر کازنووه، میچل رایان و جی.ئی. فریمن از بازیگران این فیلم هستند.
این فیلم توسط منتقدان تحقیر شد و ۲٫۵ میلیون دلار از بودجه ۱۳٫۵ میلیون دلاری درآمد کسب کرد. پس از آن دنباله ای در سال ۱۹۹۵ پخش شد با عنوان عقاب آهنی در حمله که صورت فیلم ویدئویی منتشر شد.